# Приэльбрусье

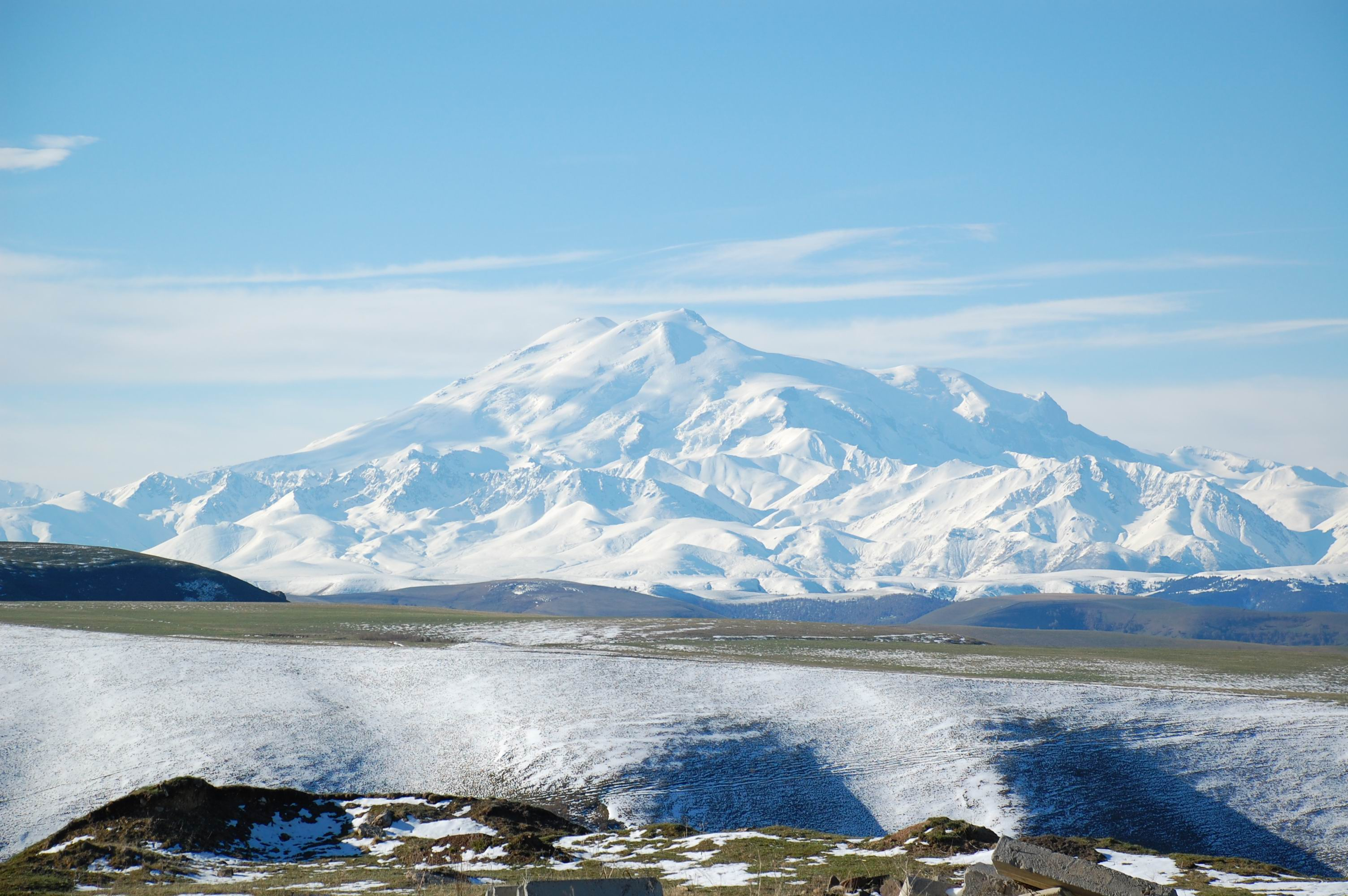
Гора Эльбрус— самая высокая вершина России

Приэльбрусье — бальнеоклиматическая курортная местность в Кабардино-Балкарии, район центрального Кавказа (Северный Кавказ), ближайшие окрестности у подножия высочайшей горы Европы — Эльбруса, и горы Чегет (Азау-Гитче-Чегет-Карабаши), а также район, расположенный в верховьях реки Баксан (бассейн Терека) на высотах 1850—2340 м, в 144 км от Нальчика.

Эльбрус на карте Карачаево-Черкесии и Кабардино-Балкарии

«Приэльбрусье» — туристическое название части большого Кавказа, расположенной в Баксанском ущелье на территории Эльбрусского и Зольского районов Кабардино-Балкарской Республики. Иногда встречающийся термин Карачаево-Черкесское, или Западное Приэльбрусье относится к прилегающим районам западных склонов горы Эльбрус, расположенных в Карачаево-Черкесии. В Кабардино-Балкарии — это единственное ущелье, где удобная асфальтированная магистраль поднимается до высоты 2340 м над уровнем моря (с примерно 500 м у города Баксан).
Приэльбрусье — популярный центр альпинизма, горнолыжного спорта и туризма.

## Исторические достопримечательности
По горной гряде и правобережью реки Баксан летом и осенью 1942 года проходил Баксанский рубеж обороны советских войск.
На станции «Старый Кругозор» (3000 м над уровнем моря) находится Музей боевой славы защитников Эльбруса и Кавказских перевалов в период Великой Отечественной войны.
На перевале Кыртыкауш (3232 м), в ущелье реки Кыртык (к северу от села Верхний Баксан; туристские маршруты «Вокруг Эльбруса» и в Северное Приэльбрусье, voy:Приэльбрусье) установлен обелиск в память о событиях Великой Отечественной войны — в августе 1942 года советские военные 136-го запасного стрелкового полка перевели через перевал 70 воспитанников детского дома города Армавира.

## Климат
Климат Приэльбрусья — умеренный континентальный, с пониженным (до 590 мм) атмосферным давлением, повышенной солнечной радиацией.
Зима умеренно мягкая, с большим числом солнечных дней; средняя температура января: −6 °C. Для весны характерны значительные колебания температур, облачная погода, кратковременные, но частые осадки. В начале лета погода неустойчивая, частые дожди и ещё много снега в высокогорье, что значительно усложняет не только трассы туристских маршрутов, но и переправы вброд. В связи с этим путешествовать по горным маршрутам раньше июля и позднее сентября без подготовки и опыта не рекомендуется. Лето в целом прохладное, часты дожди; средняя температура июля: 15 °C. Осень сухая, с туманами; преобладает облачная погода.
Средняя относительная влажность: 67 %. Число часов солнечного сияния: 1849 в год. Преобладают горно-долинные ветры со средней скоростью 2 м/с.

## Курортно-рекреационные ресурсы

### Поляна Нарзанов
Наряду с климатом важнейший природный лечебный фактор — углекислые минеральные воды (так называемые нарзаны) многочисленных источников (в районе ледника Ирик, поляны Адыл-Су, долины Азау и селения Байдаевка [у горы Донгузорун-Гитче-ЧатБаши, 3367 м] — месторождения Баксан-Баши-Уллу-Гара), общий дебит которых — 9 источников — 5 млн л/сут.
Дебит источников Баксан-Баши-Уллу-Гара (в 100 км от автострады M29 Пятигорск — Баксан — Нальчик) составляет около 1,5 млн л/сутки. Их воды относятся к углекислым гидрокарбонатно-хлоридным натриево-кальциевым.
Поляна Адыл-Су длиной около 15 км и шириной до 600 м расположена в основном в ущелье реки Баксан (высотой 1850—2000 м), покрытом хвойными лесами, переходящими с высотой в альпийские луга; находится в 130 км к северо-западу от Нальчика и в 155 км к юго-западу от Пятигорска. Местность Тегенекли расположена близ одноименного посёлка Тегенекли, у гор Юсеньги и ТегенеклиБаши (3501 м).
В селе Эльбрус есть больница, в Верхнем Баксане и Терсколе имеются пункты медицинской помощи.

### Рекреация и туризм

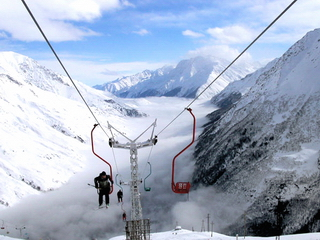
Курорт

Чтобы подняться на северные склоны Эльбруса, необходимо иметь альпинистскую подготовку. С юга по Баксанскому ущелью приблизиться к снежному великану можно экскурсанту (туристу) любого возраста и уровня подготовки.
Курортная местность Приэльбрусья популярна у горнолыжников. Он входит в тройку крупнейших горнолыжных районов России. В Приэльбрусье 12 км канатных дорог и 35 км горнолыжных трасс, два основных склона — гора Чегет и гора Эльбрус. Трассы курорта обслуживают 9 подъёмников. На горе Чегет сооружены канатно-кресельные дороги до высот 2719 и 3040 м; на Эльбрусе — канатно-маятниковые дороги до высот 2970 и 3450 и 3850 м. В Приэльбрусье действуют несколько горнолыжных школ, в которых организовано обучающее катание на горных лыжах с инструктором. Климат на курорте позволяет сформироваться естественному снежному покрову в ноябре. Горнолыжный сезон длится до апреля. В верхней зоне Эльбруса можно кататься и в мае. Белые шапки на вершинах лежат круглый год.
Здесь ежегодно проводится фестиваль-забег Alpindustria Elbrus Race.

Почтовая марка СССР, 1966 год: туристский комплекс «Иткол»

Приэльбрусье — один из крупных центров горного туризма. Здесь функционируют, по меньшей мере, 6 турбаз — в районе пос. Эльбрус, Тегенекли, Терскол.

## Ледники Эльбруса
На склонах Эльбруса находится 23 ледника. Из них 17 мощных, первого разряда. Семь крупных ледников стекают на север и относятся к бассейну Малки. Площадь современного оледенения Эльбруса — более 135 км².

## Галерея

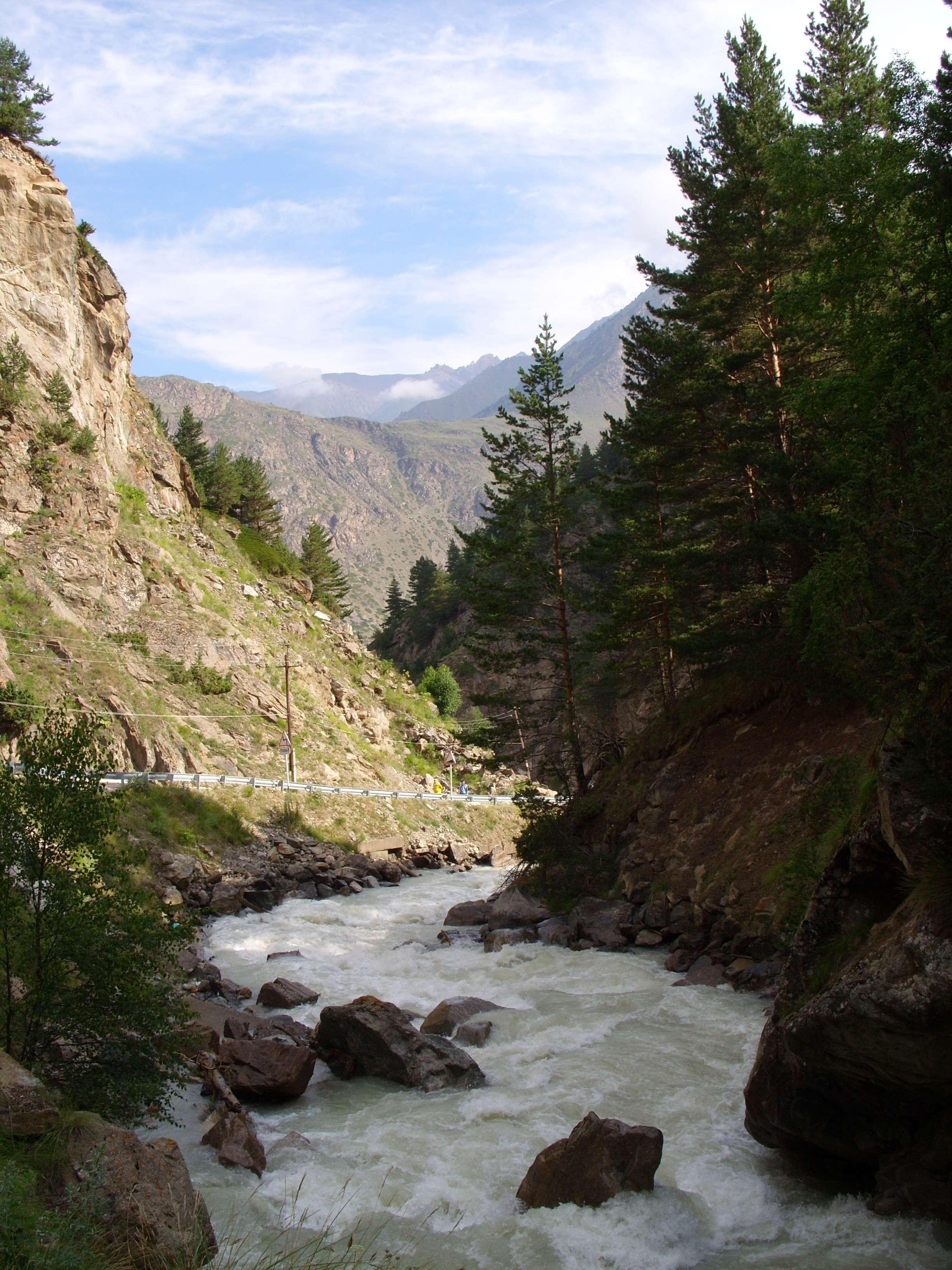
Ущелье и река Адыр-Су
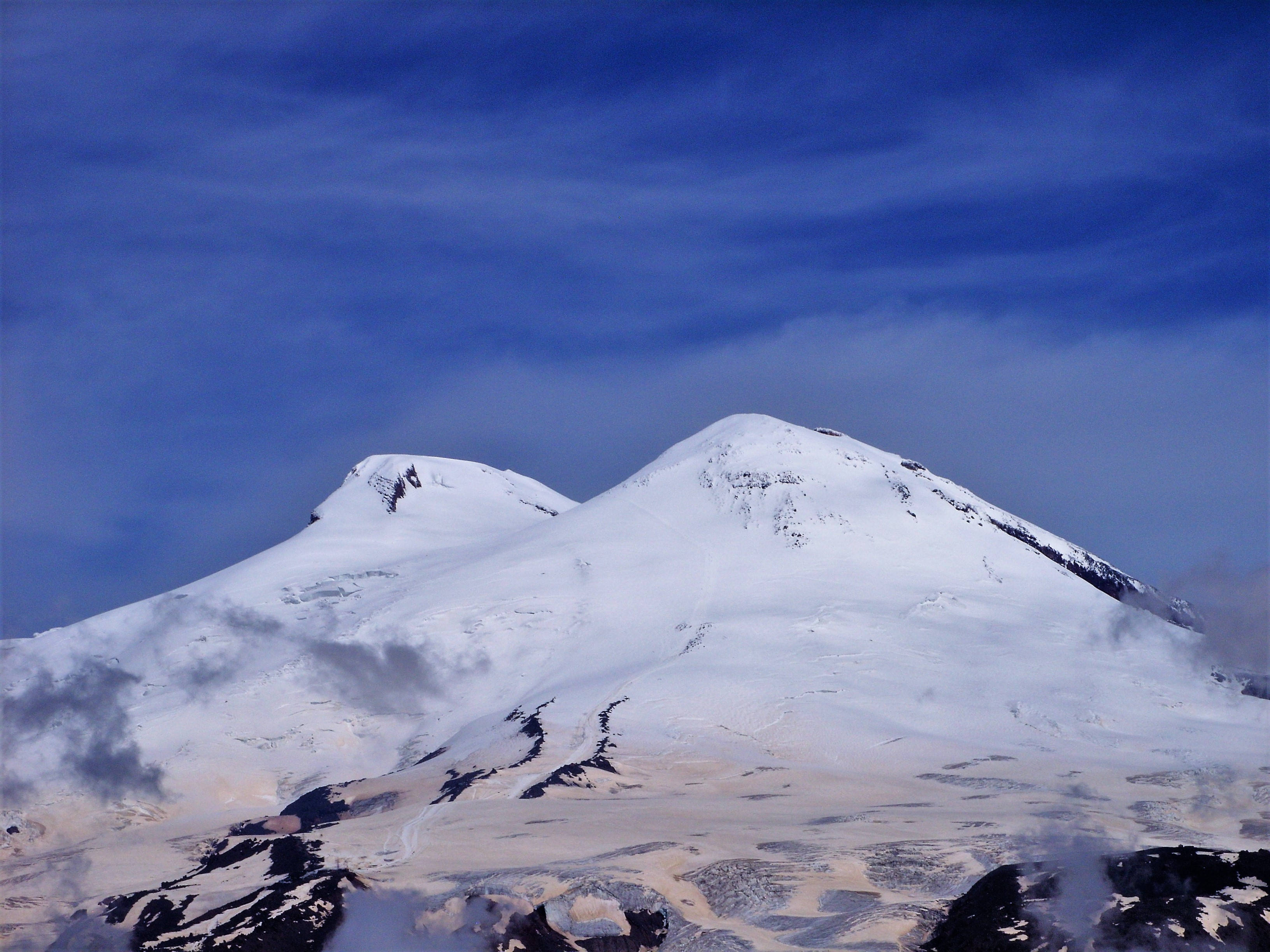
Вид на Эльбрус с Чегета
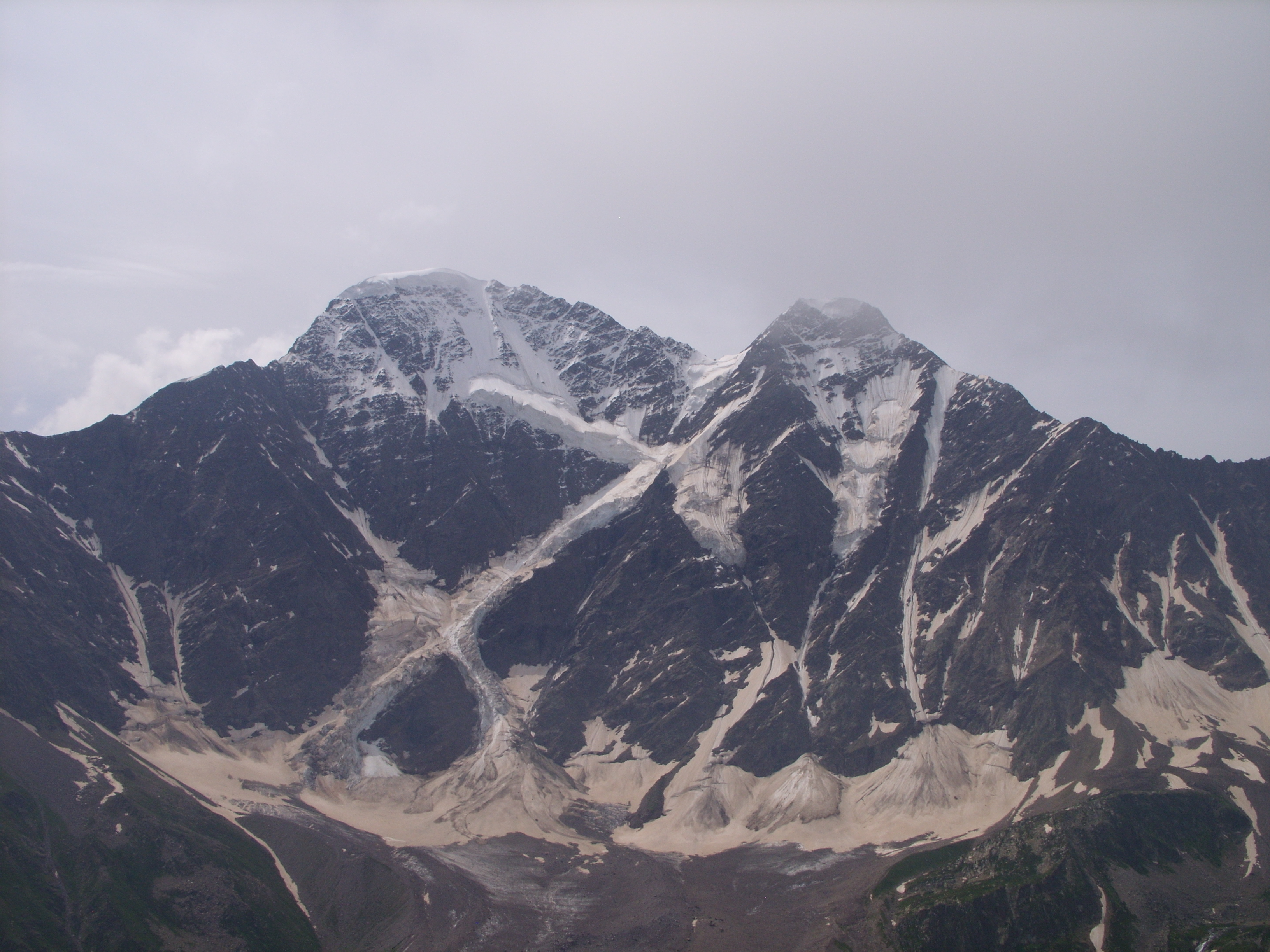
Вид на Донгузорун с Чегета
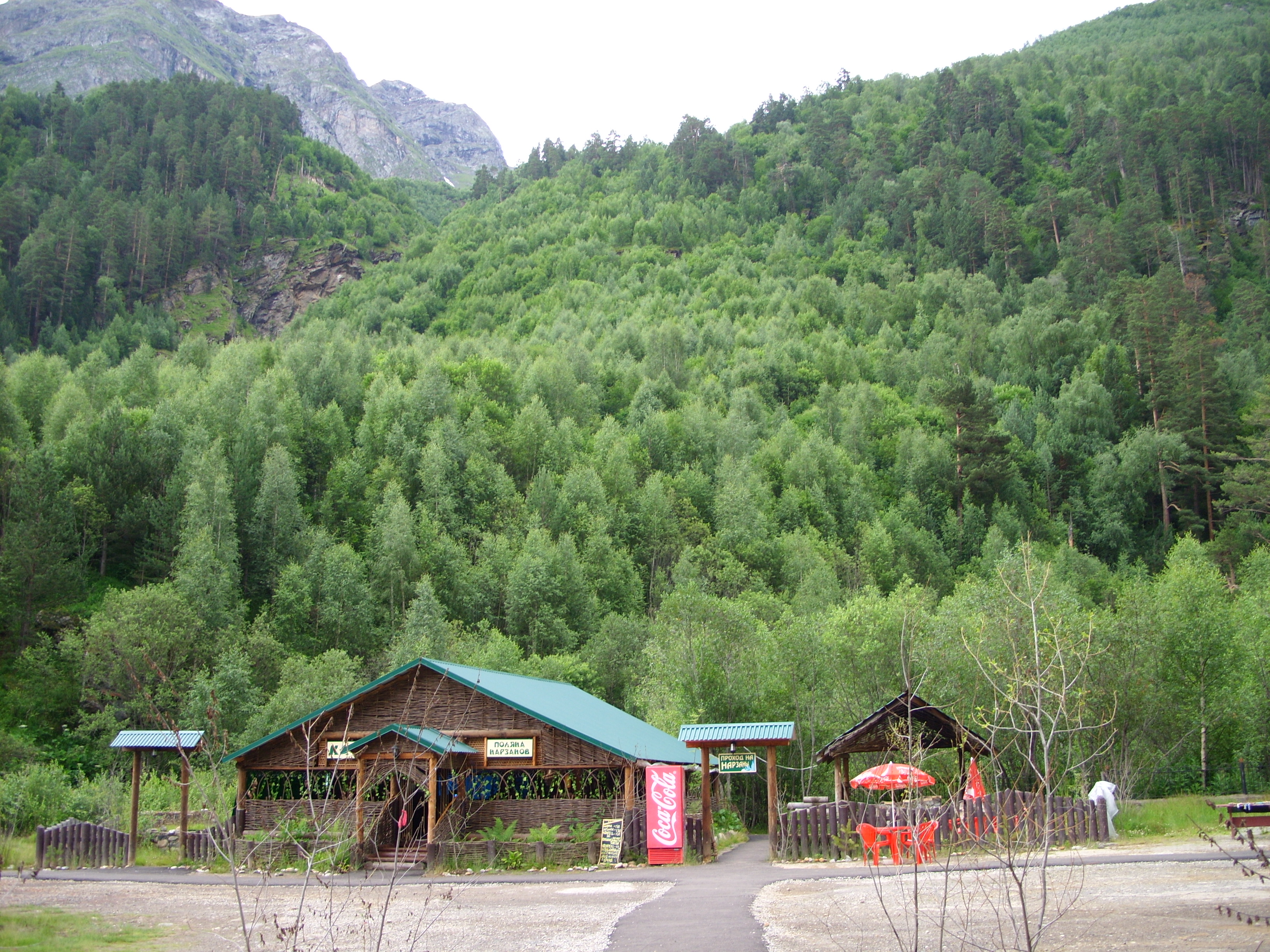
Поляна нарзанов
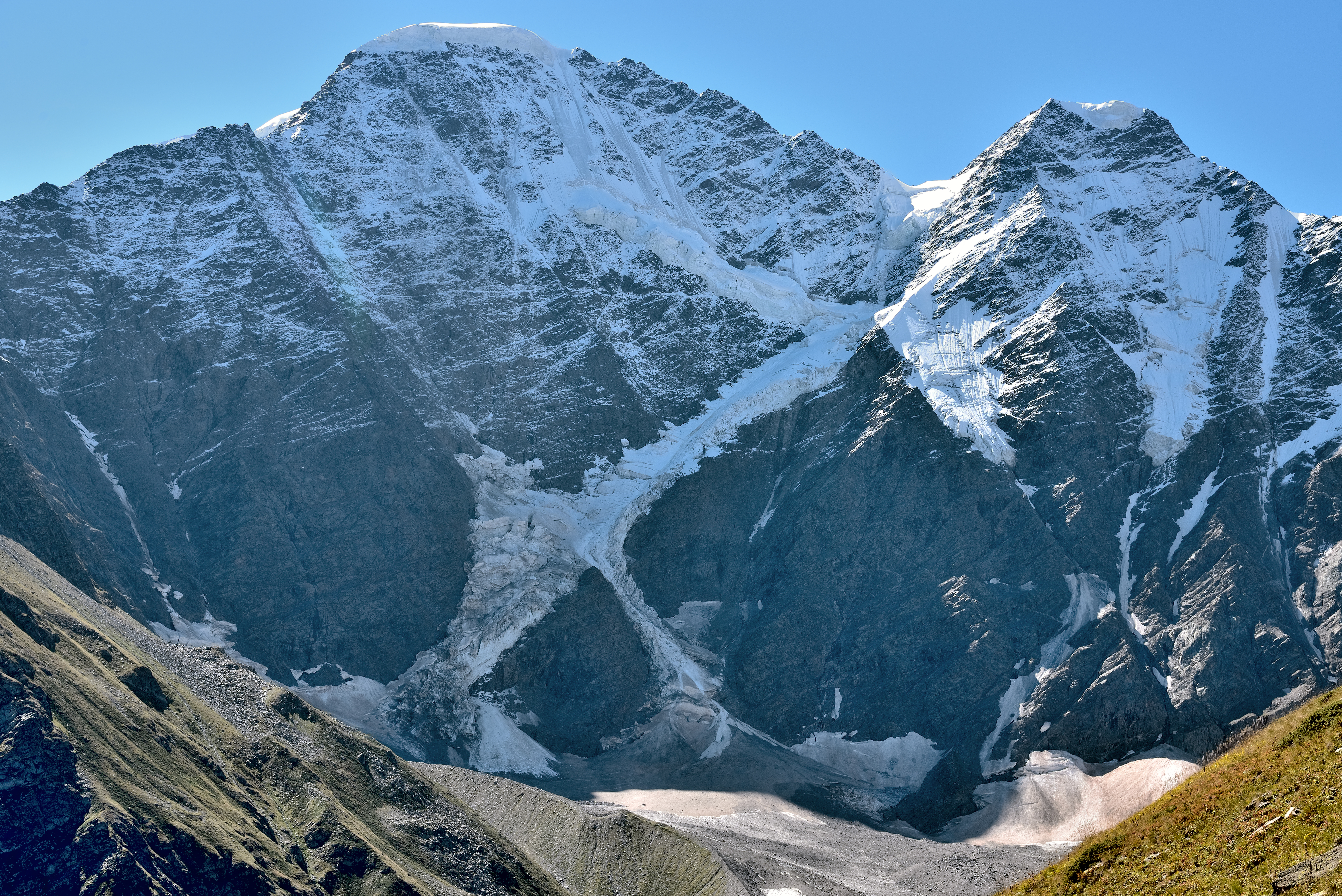
Ледник "семёрка" (Донгузорун) в солнечный день
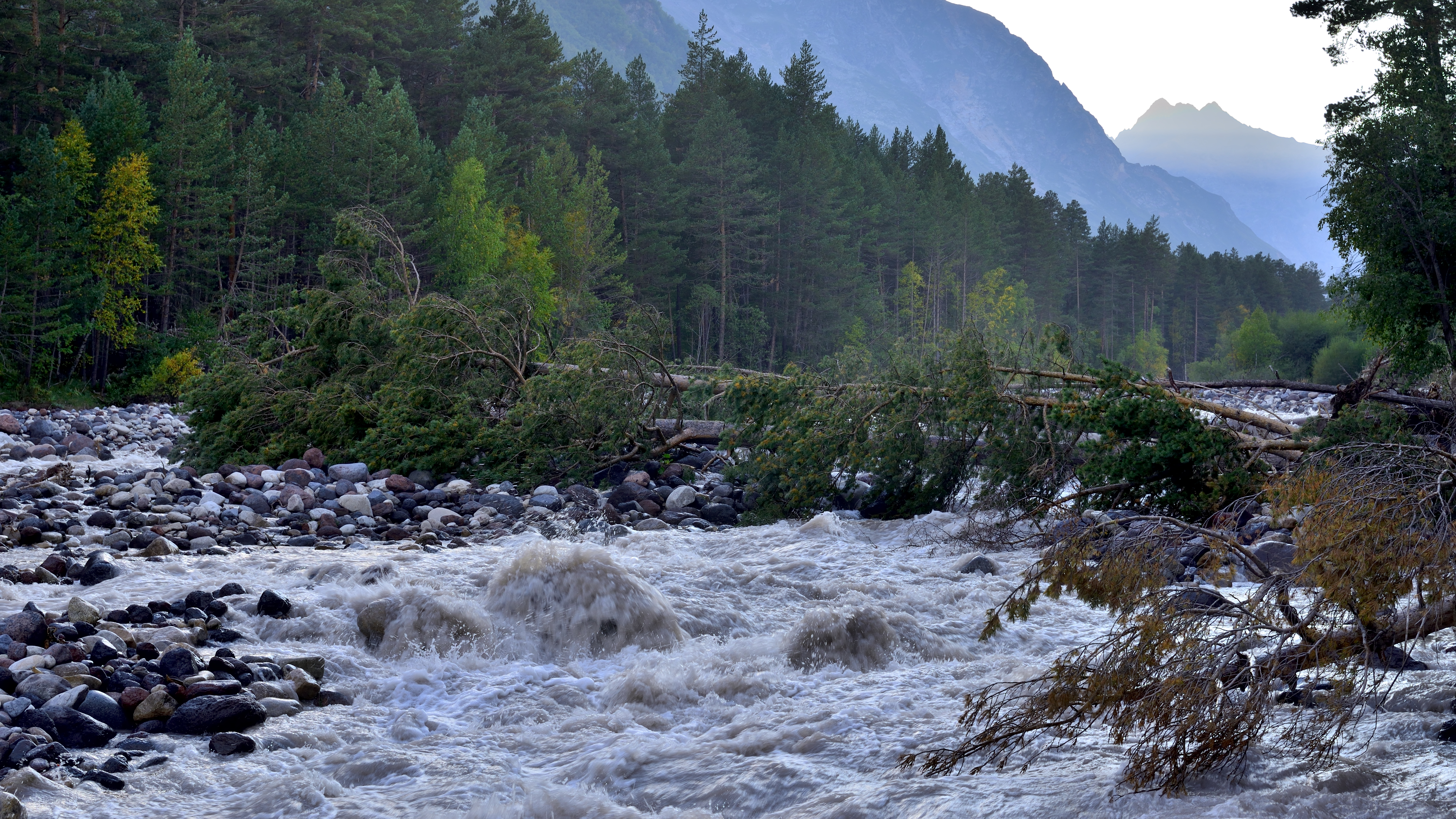
Бурный Баксан

## Ближний туризм

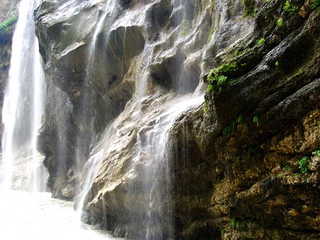
Чегемский водопад

- Кабардино-Балкарский высокогорный заповедник
  - ледник Безенги [Уллу-Чиран, «Кавказский архипелаг»] (Хуламо-Безенгийское ущелье), и также рядом
  - Чегемские водопады (Чегемское ущелье)
  - Голубые озёра (Черекская долина, ущелье Черека Балкарского)
- Главный Кавказский хребет (Безенгийская стена)
- Боковой Кавказский хребет (Дыхтау, Коштантау)
- Скалистый Кавказский хребет
  - Долина Нарзанов (Малкинское ущелье, КавМинВоды)
- Узункол (верховья Кубани, Карачаево-Черкесия)

## Топокарты
- Лист карты K-38-13 Гора Эльбрус. Масштаб: 1 : 100 000. Состояние местности на 1983 год. Издание 1988 г.
- Лист карты K-38-14 Тырныауз. Масштаб: 1 : 100 000. Состояние местности на 1983 год. Издание 1988 г.
- Лист карты K-38-25 Сгуриши. Масштаб: 1 : 100 000. Состояние местности на 1985 год. Издание 1989 г.
- Лист карты K-38-26 Местиа. Масштаб: 1 : 100 000. Состояние местности на 1985 год. Издание 1989 г.